# Richard Trunk
Richard Trunk (* 10. Februar 1879 in Tauberbischofsheim; † 2. Juni 1968 in Herrsching am Ammersee) war ein deutscher nationalsozialistischer Komponist, Liedbegleiter und Chordirigent.

## Leben

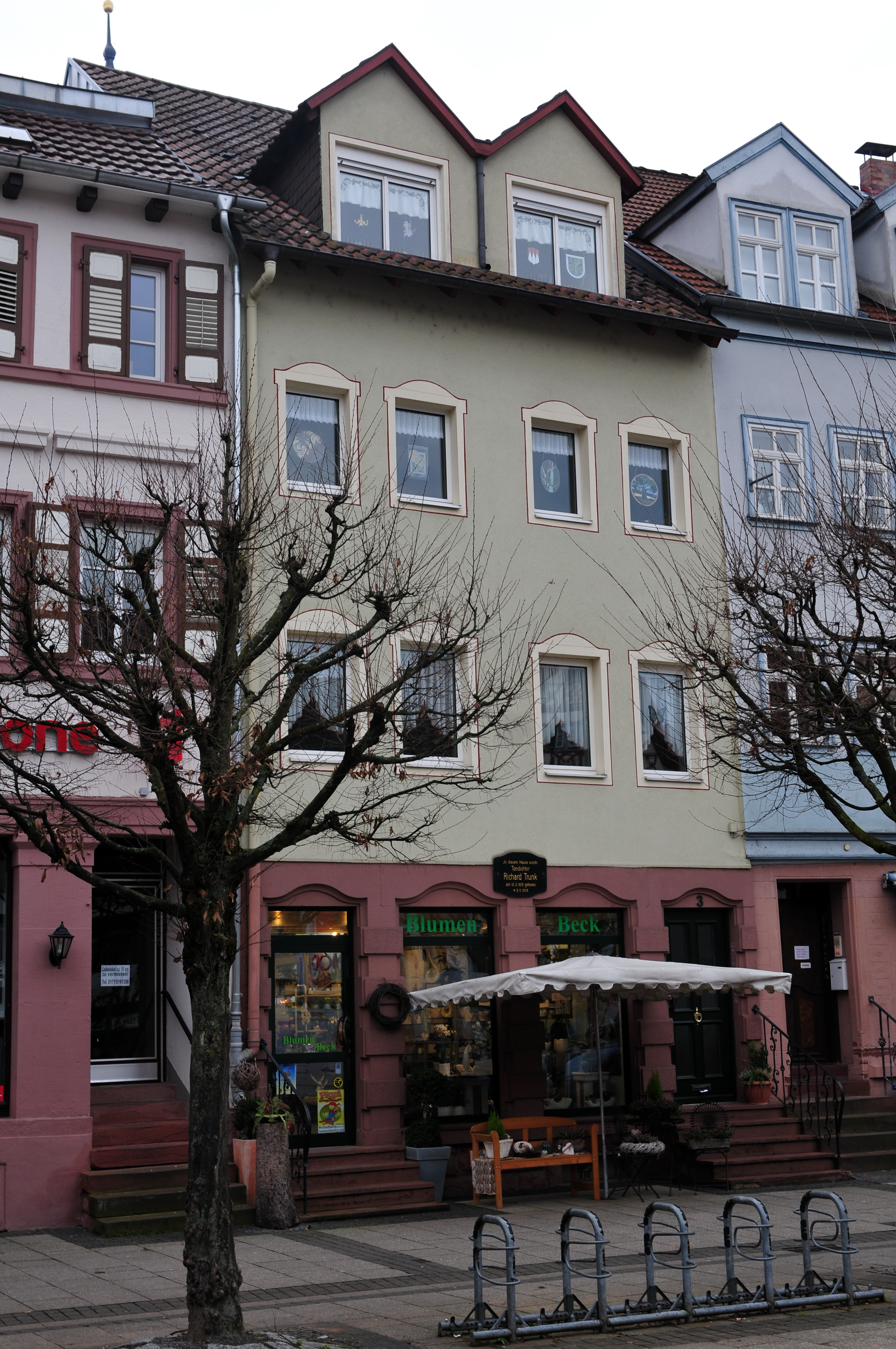
Das Geburtshaus Trunks mit einem Hinweisschild am Marktplatz in Tauberbischofsheim

Trunk nahm 1894 sein Studium am Frankfurter Hoch’schen Konservatorium bei Iwan Knorr auf. Von 1896 bis 1899 studierte er an der Königlichen Akademie der Tonkunst in München bei Joseph Rheinberger und Berthold Kellermann. Anschließend wirkte er in München als Musiklehrer, Korrepetitor und Dirigent zweier Gesangvereine, der Bürgersängerzunft und des Volkschors Union, sowie als Klavierbegleiter von Eugen Gura und von 1906 bis 1909 als Musikreferent der „Münchner Post“ und als Komponist. 1912 ging er als Leiter der Arion Society nach New York, wo er bis zum Ausbruch des Ersten Weltkrieges blieb. Danach wirkte er wieder in München als Komponist und Musikschriftsteller (1916–1922 als Referent der Bayerischen Staatszeitung) sowie ab 1919 nochmals als Dirigent der Bürgersängerzunft und als Begleiter in München.
Ab 1925 war er an der Rheinischen Musikschule in Köln, zunächst als stellvertretender Direktor, ab 1933 als Direktor tätig, nachdem er 1927 dort Professor geworden war. Am 1. November 1931 trat er in die NSDAP ein (Mitgliedsnummer 659.692). Von 1934 bis 1945 war Trunk Präsident der Staatlichen Akademie der Tonkunst München, von 1935 bis 1939 Dirigent des Münchner Lehrergesangvereins.
Seit 1909 war er mit der Sängerin Fanny Echter verheiratet. Nach der Scheidung heiratete er in zweiter Ehe 1925 die Sängerin Maria Delbran. Im Juni 1945 wurde er aus dem Amt des Präsidenten der Akademie entlassen, behielt jedoch nach der Entnazifizierung und Einstufung als Mitläufer IV. Grades seine Pension; zu seinem 85. Geburtstag fand eine Feier in der Hochschule statt. Trunk lebte bis zu seinem Tod im Jahr 1968 zurückgezogen in Riederau am Ammersee.

## Werk
Sein Werk umfasst 94 Opera, darunter Chorwerke, Klavierlieder (37 Zyklen mit über 200 Liedern) und Instrumentalmusik. Vergleichbar dem Werk Werner Egks, ist Trunks Musik heute vollständig aus dem Musikleben verschwunden.

## Ehrungen

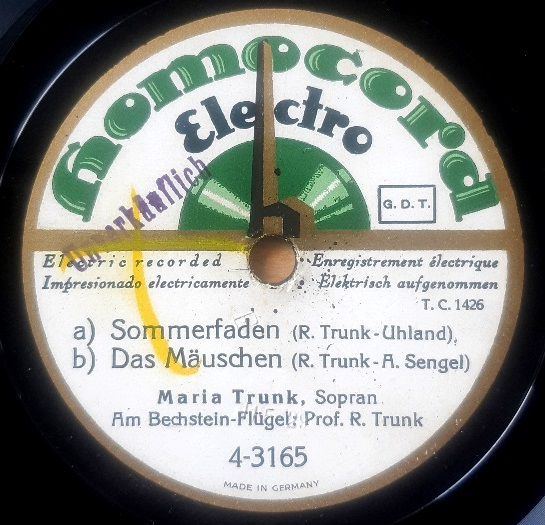
Schallplatte von Maria und Richard Trunk (Berlin 1929)

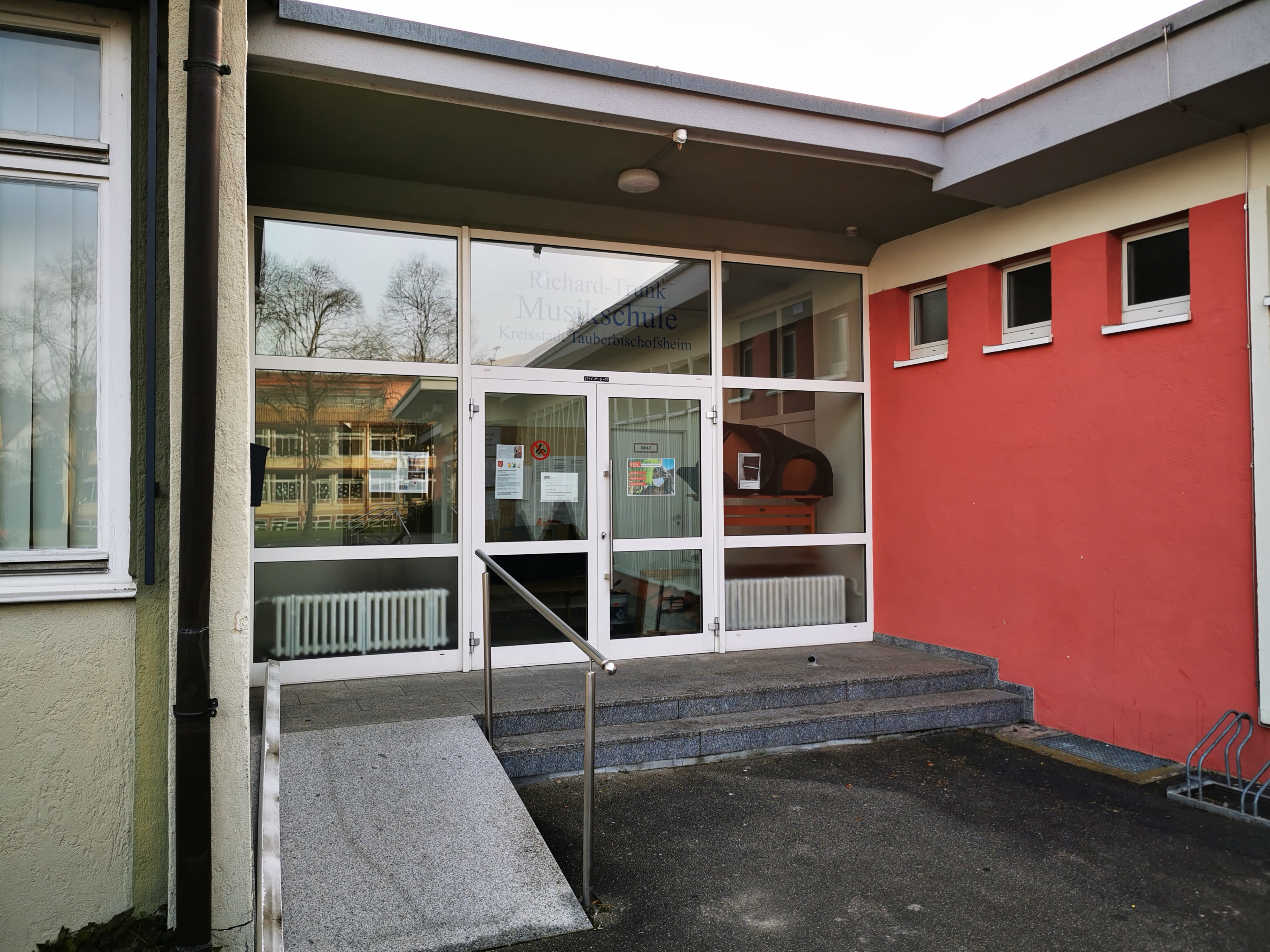
Richard-Trunk-Musikschule in Tauberbischofsheim

1934 wurde Trunk zum Ehrenbürger der Stadt Tauberbischofsheim und 1952 von Rieden am Ammersee ernannt. 1939 erhielt er die Goethe-Medaille für Kunst und Wissenschaft, 1942 den Musikpreis der Stadt München. In Tauberbischofsheim sind eine Straße und die Städtische Musikschule bis heute nach ihm benannt.

## Karriere als Nationalsozialist und Rechtfertigungsstrategie  nach 1945

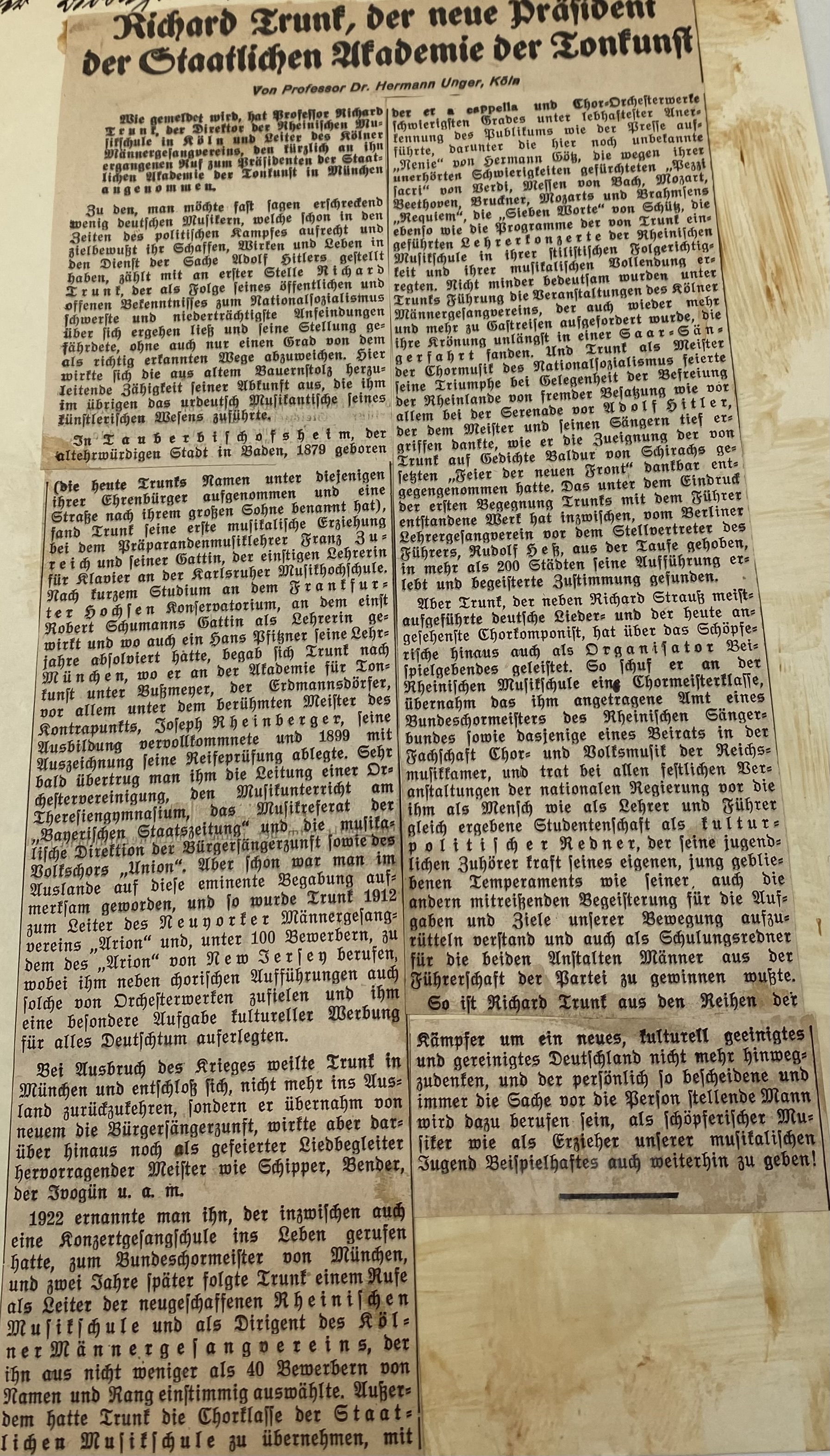
Hermann Unger über Trunks Berufung

Mit seinem frühen Eintritt in die NSDAP bekannte sich Trunk offen und vorbehaltlos zu den ideologischen Zielen des Nationalsozialismus. So gehörte er zu den Unterzeichnern eines anlässlich der anstehenden Wahl des Reichspräsidenten in der nationalsozialistischen Zeitung Westdeutscher Beobachter erschienenen Aufruf für Adolf Hitler, der in dem von ihm geleiteten Kölner Männergesangverein zu einem Affront führte: „Ich glaube an Adolf Hitler und an seine Sendung! Ich glaube an ihn, den überragenden, willensstarken Führer, der diese gewaltige nationale Bewegung geschaffen und dadurch Millionen von deutschen Volksgenossen wieder einen neuen Lebensinhalt gegeben hat. Ich glaube an ihn, den einzigartigen Menschen, als Inbegriff wahrer Herzensgüte, echter Gesinnungstreue und seltener Charaktergröße. Ich glaube an Adolf Hitler! Er ist vom Schicksal berufen, Deutschland wieder einig, frei und glücklich zu machen.“
In einer „Festrede“, die Trunk am 21. März 1933 anlässlich des sog. "Tags von Potsdam" auf einer "nationalen Feierstunde" der Kölner Hochschule für Musik hielt, heißt es im Hinblick auf die Musik der Weimarer Republik: „Fast die gesamte Musikproduktion erschien mit einem Male beherrscht von einer spekulativen Destruktion, wie sie in solch unverhüllter Schamlosigkeit niemals vorher aufgetreten war. (...) Gewiß war solchen Ausscheidungen einer oft erschreckenden Phantasie fast immer nur ein Leben von kurzer Dauer beschieden. Ihr verderblicher Einfluß auf die Seele unseres Volkes, insbesondere ihre giftige Aussaat in die leicht empfänglichen Sinne der musikalischen Jugend drohte jedoch mehr und mehr zu einer ganz schlimmen Gefahr zu werden. (...) Wir bekämpfen hartnäckig und bewußt alles - auch kulturpolitisch - [,] was wir für unser Volk als gefährlich oder schädlich erkannt haben.“ Trunk führte weiter aus: "Ein neues Deutschland ist im Werden begriffen. Es mitzugestalten, werden gerade unsere musikalischen Erziehungsstätten, unsere Musikhochschulen und Musikschulen in besonderem Maße berufen sein, denn der revolutionäre Geist des neuen Reiches wird unaufhaltsam auch in alle Kulturgebiete eindringen, und der Gleichschaltung des politischen Willens wird auch eine Gleichschaltung des kulturpolitischen Geschehens zwangsläufig folgen müssen. Wohl jeder Mensch hat eine Weltanschauung, sie mag falsch oder richtig sein, und wie es eine politische, philosophische und religiöse Weltanschauung gibt, so gibt es auch eine künstlerische. Und diese Weltanschauung in unserem Sinne, in nationalem und völkischem Sinne zu beeinflussen, wollen wir Musiker, Künstler und Lehrer tatkräftig mithelfen."
Anlässlich von Trunks Berufung zum Präsidenten der Münchner Akademie der Tonkunst würdigte ihn Hermann Unger im Völkischen Beobachter vom 9. Juli 1934 als „kulturpolitische[n] Redner“, der „seine jugendlichen Zuhörer kraft seines eigenen, jung gebliebenen Temperaments wie seiner, auch die andern [sic] mitreißenden Begeisterung für die Aufgaben und Ziele unserer Bewegung aufzurütteln verstand und auch als Schulungsredner (...) Männer aus der Führerschaft der Partei zu gewinnen wusste.“ In einem am selben Tag in den Münchner Neuesten Nachrichten erschienenen, namentlich nicht gezeichneten Artikel zu seiner Ernennung heißt es abschließend: „Wie Richard Trunk durch sein mannhaftes Bekenntnis zu Adolf Hitler mitten in der Zeit des politischen Kampfes in Köln, der Hochburg des Zentrums, Aufsehen erregte, so hat er immer wieder durch kulturpolitisch bedeutsame Ansprachen Lehrer und Studierende der Rheinischen Musik- wie der Staatlichen Hochschule zu entflammen gewußt, und es war nur selbstverständlich, daß man ihn sogleich bei der Begründung der Reichsmusikkammer in den Beirat der Fachschaft für Chorwesen und Volksmusik berief, ebenso wie er als Vorsitzender des Preisrichterkollegiums bei dem jüngst abgehaltenen Ausschreibung der Gebietsführung West der Hitler-Jugend für volksverbundene Lieder und Marschmusik fungierte. So ist Richard Trunk dazu berufen, kraft seiner überragenden menschlichen und künstlerischen Persönlichkeit, seiner organisatorischen und musikalischen Führereigenschaften im Dritten Reich an hervorragendster Stelle zu stehen und mitzuhelfen an dem großen Werke der kulturellen Volkseinigung, das die nächsten Jahre und Jahrzehnte auszufüllen haben wird.“
Die zweite, nach dem Röhm-Putsch veränderte Auflage des Deutschen Führerlexikons von 1934/35, in dem „Biographien der mit den führerischen Aufgaben auf allen Gebieten des öffentlichen Lebens in Deutschland beauftragten Männer“ (S. 11) verzeichnet sind, enthält trotz Trunks früheren Kontakten zu Ernst Röhm einen Eintrag über ihn mit dem ausdrücklichen Hinweis auf seine „arische Abstammung“. Dass Trunk eine unangefochtene Position erreicht hatte, belegt auch der am 26. Juli 1934, d. h. nach dem Röhm-Putsch in der NS-Zeitung Der Führer erschienene Artikel anlässlich seiner Berufung (und derjenigen Oskar Wallecks als Intendant des Bayerischen Staatstheaters) nach München. Hier heißt es zum Schluss: „Doch immer blieb Richard Trunk, der vor allem mit seinen Liedern zum Herzen des deutschen Volks gefunden hatte, ein mit reichem schöpferischen Schaffen begnadeter Mensch, der auch dem Nationalsozialismus einige mächtige Chorwerke gegeben hat. Mit ihm, der wegen seines Bekenntnisses zum Nationalsozialismus in den vergangenen Jahren so manches erdulden musste, ist ein schöpferischer und ein Mensch mit reicher Arbeitskraft an eine der wichtigsten Stellen des deutschen Musiklebens gekommen.“
In seinem nach der Amtsenthebung verfassten Rechtfertigungsschreiben an das Bayerische Innenministerium führte Trunk dazu aus: „Politisch hatte ich mich nie betätigt und hatte auch niemals einer Partei angehört. Was mich später veranlasste, der NSDAP als Mitglied beizutreten, war lediglich der Umstand, daß Hitler immer wieder und mit überzeugender Begeisterung für die deutsche Kunst und Musik in einem bisher unbekannten Maße einzutreten versprach, wodurch er ja auch gerade die Künstler besonders zu kaptivieren wusste.“ Inwieweit Trunks Behauptungen belastbar sind, dass er sich nicht nur für den am 21. März 1933 entlassenen Direktor der Kölner Musikhochschule Walter Braunfels, sondern ab 1934 in München immer wieder für jüdische Hochschulangehörige sowie sogar für eine dem Kreis der Weißen Rose nahestehende und an den Protestaktionen an der Münchner Universität im Februar 1943 beteiligte Studierende eingesetzt habe, wurde im Fall von Braunfels widerlegt bzw. bleibt noch Gegenstand der Forschung.
Auf dem Fragebogen der amerikanischen Besatzungsbehörde beantwortete Trunk die Frage nach Veröffentlichungen und Reden dahingehend, dass er nur Kompositionen publiziert habe. Über seine Aktivitäten als Redner behauptete er: "Die wenigen kurzen Ansprachen, die ich gelegentlich zu halten hatte, trugen amtlichen, fachlichen oder privaten Charakter. Was ich davon an Aufzeichnungen etwa noch besitzen mochte, ist bei der Zerstörung des Odeongebäudes durch Fliegerangriffe (April 1944) in meinem Arbeitszimmer verbrannt."

## Werke für propagandistische Zwecke (insbesondereFeier der neuen Front)

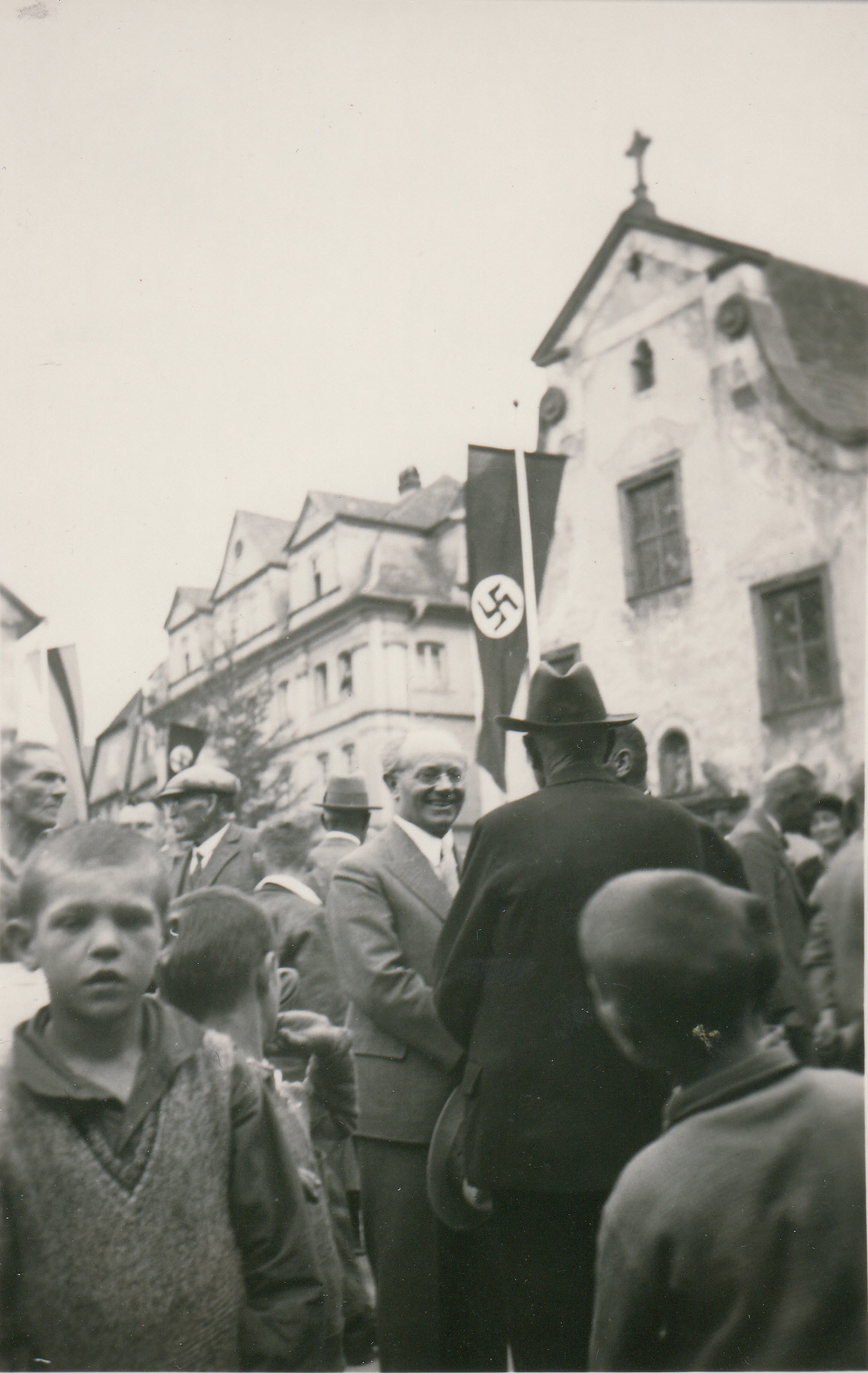
Richard Trunk 1933 auf dem Marktplatz von Tauberbischofsheim bei der Einweihung der nach ihm benannten Straße

Ab 1932 vertonte Trunk eine Reihe von Texten nationalsozialistischer Autoren für Männerchor-Besetzung, so die Hitler gewidmete und vielfach, darunter auch von Herbert von Karajan 1935 in Aachen aufgeführte Feier der neuen Front nach Baldur von Schirach (mit den Teilen 1. „Hitler“; 2. „Des Führers Wächter“; 3. „O, Land“; 4. „Horst Wessel“) op. 65, Lieder der Arbeit op. 66, Morgenrot, Deutschland op. 67, Drei Männerchöre op. 69 und Deutsche Gesänge op. 73. Feier der neuen Front wurde am 30. November 1933 durch den Berliner Lehrergesangverein in Berlin zur Uraufführung gebracht, der es auch im Mai 1934 vor Hitler vortrug. Zu einer Aufführung der Feier der neuen Front (zusammen mit Trunks Chorwerk Du mein Deutschland auf Texte von u. a. Hanns Johst und Ludwig Finckh) Anfang März 1934 durch den Männergesangverein der Rheinisch-Westfälischen Sprengstoff AG in Troisdorf heißt es in einer Rezension im General-Anzeiger für Bonn und Umgegend, das Werk entwickle „(…) aus einem archaisierenden Moll-Thema ein Bildnis Adolf Hitlers, das mit dem Durschluß den Charakter froher Verheißung annimmt. Und auch weiterhin gibt Trunk dem Grundgedanken der Dichtung so sinnfälligen Ausdruck, daß jubelnder Beifall eine Wiederholung des Schlussgesanges ‚Horst Wessel‘, aus dem der ruhig feste Schritt einer neuen Zeit deutlich aufklingt, unerbittlich erzwang.“ In der Würdigung Trunks zu seinem 60. Geburtstag, die im Völkischen Beobachter vom 10. Februar 1939 erschien, wird Feier der neuen Front als „eine[r] der größten Chorerfolge der letzten zehn Jahre" bezeichnet; das Werk sei "in vielen hunderten Städten aufgeführt“ worden.
Die Verleihung der Goethe-Medaille an Trunk im Jahr 1939 wurde in einem Entwurf-Schreiben des Reichsministeriums für Volksaufklärung und Propaganda an die Präsidialkanzlei vom 6. Februar 1939 unter ausdrücklichem Bezug auf dieses Werk begründet: „Richard Trunk besitzt als Komponist unzähliger, viel gesungener Lieder unzweifelhafte Bedeutung für das deutsche Liedschaffen. Auch die deutsche Männerchor-Literatur hat er mit wertvollen Werken bereichert, unter denen besonders die Chorwerke 'Du, mein Deutschland' und 'Feier der neuen Front' hervorzuheben sind, da mit ihnen durch die Verwendung nationalsozialistischer Dichtung (Baldur v. Schirach) ein Bekenntnis zu Führer und Reich abgelegt hat. Sein Schaffen wurzelt völlig im deutschen Volkstum. (...) Dass Trunk bereits vor der Machtübernahme offen für die nationalsozialistische Weltanschauung eingetreten ist und sich bei der Reichspräsidentenwahl im April 1932 durch einen Zeitungsaufruf für die Kandidatur des Führers einsetzte, muss besonders betont werden, da er dadurch seine damalige Stellung in Köln gefährdete. Er ist auch dem Führer aus verschiedenen Anlässen persönlich bekannt.“

## Rezeption nach 1945; Stand der Aufarbeitung
Anfang November 1961 wandte sich der Musikwissenschaftler Fred K. Prieberg an Trunk mit der Frage, ob dieser ihm die Partitur von Feier der neuen Front für seine Forschungen zur Musikgeschichte des Nationalsozialismus zur Verfügung stellen könne. Trunk antwortete darauf am 7. November 1961 wie folgt: „[D]as von Ihnen gesuchte Chorwerk a cappella 'Feier der Neuen Front', das ich vor rund 30 Jahren komponierte - der Text war mir damals zugeschickt worden -[,] besitze ich selbst schon lange nicht mehr. In jener turbulenten Zeit um 1933 haben bekanntlich viele Dichter und Komponisten spontan und ad hoc auch mal ein Stück geschrieben, das man heute natürlich nur noch aus der Sicht und der politischen Gegebenheit jener Zeit heraus wird verstehen können. Denn daß man damals in Wirklichkeit einem unseligen Irrtum erlegen war, zu dieser Erkenntnis ist nachher wohl jeder gekommen - der eine früher, der andere später. Aber daß man nun trotzdem - nach so vielen Jahren - noch einmal 'hingehängt' werden soll, wie etwa in der von Ihnen geplanten 'Studie über Musik und Politik', in diesem besonderen Fall also wegen eines vor 3 Jahrzehnten entstandenen Chorstückes, das in meinem reichen musikalischen Schaffen überhaupt keine Rolle spielt, geht mir nicht recht ein.“
Die zu Lebzeiten erschienenen Biographien und Artikel unterschlugen die Existenz der Feier der neuen Front und anderer einschlägiger Werke wie auch Trunks Stellung zum und im Nationalsozialismus konsequent. Erst in der 1987 erschienenen postumen Würdigung von Horst Ferdinand (siehe Literatur) wird op. 65 genannt, doch der Verfasser relativiert die gesamte Thematik unter Bezug auf die apologetischen, teils noch in den 1930er Jahren erschienenen Publikationen von Wilhelm Zentner und Alfons Ott stark. Der Tauberbischofsheimer Gemeinderat lehnte 1986 die Forderung, Trunk nachträglich die Ehrenbürgerschaft zu entziehen, unter Verweis auf den Spruchkammerbescheid ab. Eine öffentliche Neubewertung von Trunks Rolle im Nationalsozialismus stand trotz verschiedener einschlägiger Veröffentlichungen und Dokumentationen (s. Literatur: Klee 2007, Schmitt 2005, Prieberg 2004) lange aus. Nach einem Vorstoß des Bayerischen Rundfunks im Februar 2025 erschien am 19. April 2025 ein ausführlicher Bericht zu neuen Initiativen in der Stadt Tauberbischofsheim in den Fränkischen Nachrichten. Am 23. Juli 2025 beschloss die Mehrheit des Gemeinderats von Tauberbischofsheim, einen Antrag auf Umbenennung der Städtischen Musikschule mit der Begründung von der Tagesordnung zu nehmen, dass es in der Sache seit 1986 keine neuen Erkenntnisse gäbe. Gegen diese Entscheidung wurde unmittelbar danach in einer Reihe von Leserbriefen Protest eingelegt, vereinzelt jedoch auch Zustimmung bekundet.